# Baltasar de Romaní

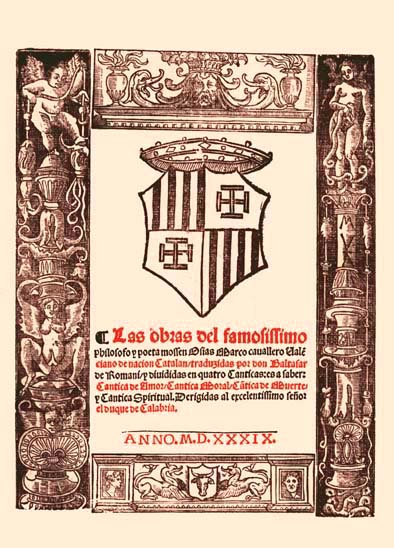
Portada de la traducción de Baltasar de Romaní de los poemas de Ausiàs March.

Baltasar Escrivá de Romaní (Cagliari, c. 1485-c. 1547), barón de Beniparrell, fue un noble español que tradujo al castellano la obra de Ausiàs March.

## Biografía
Hijo de Eiximén Pérez Escrivá de Romaní, por entonces virrey de Cerdeña, y su tercera esposa, Catalina de Sena, nació en Cagliari (Cerdeña) hacia el año 1485. Poco más tarde, su familia se trasladó a Valencia, aunque viajó en alguna ocasión a Cerdeña y Nápoles. Heredó el título de barón de Beniparrell a la muerte de su hermano, aunque se lo disputó su primo en un pleito que comenzó en 1519. Este proceso judicial se extendió hasta 1584, ya muerto Baltasar, y se falló a favor de su hijo.
Se casó con Agnès de Saavedra y tuvo con ella un hijo llamado Gaspar Escrivá de Saavedra. Por medio de una carta de Carlos I, se conoce que en 1523 pertenecía al ejército de Diego Hurtado de Mendoza y Lemos, envuelto en aquella época en la rebelión de las Germanías. En 1528, solicitó al rey ingresar en la Orden de Santiago, aunque existen documentos anteriores que lo describen como comendador de dicha orden, lo que ha llevado a hipotetizar que pudo haber sido nombrado caballero por el papa a principios de siglo. Este es uno de los motivos por los que ha sido identificado como el comendador Escrivá, poeta de la primera mitad del siglo xvi.
El 10 de marzo de 1539 publicó en Valencia la primera edición de las poesías de Ausiàs March con el mecenazgo de Fernando de Aragón, duque de Calabria, que contenía el texto original al lado de la traducción al castellano. Esta edición fue utilizada por Jorge de Montemayor para su propia traducción, que vio la luz en la misma ciudad en 1560.
Aparece como personaje en la Segunda parte de Orlando de Nicolau Espinosa, en El cortesano de Luis de Milán y en un coloquio en castellano de Joan Ferrandis d'Herèdia. Dictó testamento en Valladolid en 1545 y murió en torno al año 1547.